# گوگل دیپ‌مایند
دیپ‌مایند یک شرکت بریتانیایی هوش مصنوعی است که در سپتامبر سال ۲۰۱۰ تحت عنوان فناوری‌های ذهن عمیق تأسیس شد. سپس هنگامی که در سال ۲۰۱۴ توسط شرکت گوگل خریداری شد نامش به گوگل دیپ‌مایند تغییر یافت. این شرکت یک شبکهٔ عصبی مصنوعی به‌وجود آورده است که توانایی یادگیری بازی ویدئویی را به همان شکل که انسان آن را می‌آموزد داراست. همچنین ماشین تورینگ عصبی یا شبکهٔ عصبی مصنوعی را تولید کرده که می‌تواند مانند یک ماشین تورینگ معمول به حافظهٔ خارجی دسترسی یابد که باعث به وجود آمدن کامپیوتری شده که حافظهٔ کوتاه‌مدت انسان را شبیه‌سازی می‌کند. نام این کمپانی در سال ۲۰۱۶، پس از آنکه برنامهٔ آلفاگو، یک بازیکن حرفه‌ای گو (بازی) را برای اولین بار شکست داد، بر سر زبان‌ها افتاد.
دیپ‌مایند در ماه آوریل سال ۲۰۲۳ با گوگل برین ادغام شد.

## تاریخچه

### ۲۰۱۰ تا ۲۰۱۴
در سال ۲۰۱۰ این شرکت نوپا توسط دمیس هاسابیس، شین لگ، مصطفی سلیمان تأسیس شد. هاسابیس و لگ اولین بار در واحد محاسبات علوم اعصاب گتسبی در کالج دانشگاهی لندن ملاقات کردند.
پس از آن شرکت‌های سرمایه‌گذاری بزرگی همچون هاریزون ونچرز و فاندرز فاند در این شرکت، سرمایه‌گذاری کرده‌اند. همچنین کارآفرینانی همچون اسکات بانیستر و ایلان ماسک سرمایه‌گذاری نموده‌اند. جان تالین نیز یکی از سرمایه‌گذاران و مشاوران اولیهٔ این شرکت بود. در سال ۲۰۱۴ شرکت ذهن عمیق عنوان «شرکت سال» را از طرف آزمایشگاه کامپیوتر دانشگاه کمبریج دریافت کرد.

### خرید حق مالکیت توسط شرکت گوگل
در ۲۶ ژانویهٔ سال ۲۰۱۴، شرکت گوگل اعلام کرد که سهام شرکت فناوری ذهن عمیق را خریده است. این مبادله در پی آن که فیس‌بوک به مذاکرات خود با این شرکت در سال ۲۰۱۳ پایان داد صورت گرفت. پس از آن این شرکت گوگل دیپ‌مایند نامیده‌شد.
گوگل در سال ۲۰۱۴ شرکت ذهن عمیق را به ارزش ۵۰۰ میلیون دلار خرید.
یکی از شرایط شرکت ذهن عمیق برای گوگل دایر کردن اخلاق هوش مصنوعی بود. این روند یکی از بزرگ‌ترین رازهای این فناوری است که هر دو شرکت‌ها از بیان اصول آن خودداری می‌کنند.

## آلفاگو
در ماه اکتبر سال ۲۰۱۵، یک برنامهٔ بازی گو به نام آلفاگو که توسط گوگل دیپ‌مایند به وجود آمده بود، قهرمان اروپایی بازی گو فن هوی، یک بازیکن حرفه‌ای دان ۲ (از میان ۹ دان)، را ۵ بر صفر شکست داد. این بازی اولین باری بود که یک هوش مصنوعی یک بازیکن حرفه‌ای را شکست می‌داد. قبل از آن، کامپیوترها تنها می‌توانستند در سطح غیرحرفه‌ای این بازی را انجام دهند. برد در بازی گو در مقایسه با سایر بازی‌ها همچون شطرنج، به علت زیادتر بودن تعداد حالات ممکن که استفاده از الگوریتم‌هایی همچون جستجوی جامع را محدود می‌کند، بسیار سخت‌تر است. انتشار این خبر تعویق یافت تا آنکه همزمان با چاپ مجلهٔ نیچر اعلام شود تا الگوریتم‌های مورد استفاده در آن بیان شوند. در ماه مارس ۲۰۱۶ نیز این برنامه لی سیدال - بازیکن دان ۹ و یکی از بهترین بازیکنان در جهان - را با نتیجهٔ ۴ بر ۱ شکست داد.

## پژوهش
هدف فناوری دیپ‌مایند «حل هوش» است، که این افراد در تلاشند تا با «ترکیب بهترین روش‌ها از جمله یادگیری ماشینی و سامانه‌های علوم اعصاب به یک الگوریتم یادگیری قدرتمند چندمنظوره برسند.» این افراد تلاش می‌کنند تا هوش را قاعده‌مند کنند برای آنکه علاوه بر پیاده‌سازی بر روی ماشین، توانایی درک ذهن انسان را نیز بیابد. همان‌طور که دمیس هاسابیس بیان می‌کند:
 [...] تلاش برای اعمال هوش به ساختار یک الگوریتم ممکن است بهترین راه برای شناخت برخی از اسرار پایدار ذهن ما باشد.
در حال حاضر توجه این شرکت بر روی پژوهش بر روی سامانه‌های کامپیوتری است که می‌توانند بازی کنند و این سامانه‌ها را ارتقا بخشند. این بازی‌ها دامنهٔ وسیعی از جمله بازی گو تا بازی‌های آرکید دارند. بر اساس گفته‌های شین لگ هوش در سطح انسان ماشینی هنگامی به‌دست می‌آید که "یک ماشین می‌تواند دامنهٔ بسیار وسیعی از بازی‌ها را از طریق جریان ورودی و خروجی دریافت و انتقال فهم در طول بازی‌ها یاد بگیرد.[...]." تحقیقاتی که توسط آن یک ماشین دارای هوش مصنوعی ۷ نوع بازی آتاری مختلف را بازی می‌کرد (پونگ، بریک‌اوت، مهاجمان فضایی، جستجوی دریا، رانندهٔ نور، اندورو و کیو*برت) باعث شد تا سهام این شرکت توسط شرکت گوگل خریداری شود. هاسابیس گفته است که چالش آتی این شرکت بازی محبوب استارکرفت است، زیرا این بازی نیازمند تفکر استراتژیک و کنترل داده‌های ناقص است.

### یادگیری تقویتی عمیق
برخلاف سایر ماشین‌های دارای هوش مصنوعی، مانند دیپ بلو یا واتسون شرکت آی‌بی‌ام، که تنها بر اساس اهداف از پیش تعیین شده توسعه داده می‌شدند و بر همان دامنه پاسخگو بودند، ذهن عمیق اعلام کرده است که سامانه‌های آن‌ها از پیش برنامه‌ریزی نشده است، بلکه از طریق آزمایش پیکسل‌های ورودی به عنوان دادهٔ خام، تجربه می‌اندوزد. از لحاظ تکنیکی این دستگاه از یادگیری عمیق شبکه‌های عصبی پیچشی، با نسخه‌ای طولانی از کیو-یادگیری که نوعی یادگیری تقویتی مستقل از ساختار است استفاده می‌کند. آن‌ها این سامانه را بر روی بازی‌های ویدئویی به خصوص بازی‌های آرکید قدیمی مانند مهاجمان فضا و بریک‌اوت آزمایش می‌کنند. بدون آنکه کدی تغییر کند ماشین هوش مصنوعی شروع به فهم بازی می‌کند به طوری که پس از آنکه مدتی آن بازی را انجام داد می‌تواند آن را به کارآمدترین شکل ممکن و بهتر از هر انسان دیگری آن را انجام دهد (به خصوص در بازی بریک‌اوت). ذهن عمیق در اکثر بازی‌ها (همچون مهاجمان فضا، پک-من، کیو*برت) رکورد قابل توجهی پایین‌تر رکورد جهانی دارد. هوش کنونی ذهن عمیق کاربرد بالایی در بازی‌های دهه‌های ۱۹۷۰ و ۱۹۸۰ دارد، اما در حال حاضر این شرکت در حال کار بر روی بازی‌های سه‌بعدی پیچیده‌تری همچون دوم هستند که برای اولین بار در دههٔ ۱۹۹۰ نمایان شدند.

## اطلاعات بیماران در خدمات سلامت ملی (انگلستان)
در ماه آوریل سال ۲۰۱۶ مجلهٔ نیو ساینتیست از امضای توافق‌نامهٔ همکاری میان شرکت دیپ‌مایند و بنیاد بیمهٔ خدمات سلطنتی رایگان سلامت ملی انگلستان خبر داد که این توافق‌نامه در سه بیمارستان در شهر لندن، که سالانه حدود ۱٫۶ میلیون بیمار را درمان می‌کنند، اجرا می‌شود. این افشاگری نشان می‌دهد که شرکت‌های بیمهٔ خصوصی می‌توانند به آسانی به اطلاعات حساس بیمار بدون رضایت آگاهانه از وی دست یابند. این توافق‌نامه امکان دسترسی سامانهٔ سلامت دیپ‌مایند به همهٔ داده‌ها اعم از اطلاعات پذیرش، ترخیص، انتقال بیمار، تصادف و اورژانس، پاتولوژی و رادیولوژی و بخش مراقب‌های ویژه در این بیمارستان‌ها را ممکن می‌کند. این داده‌ها شامل اطلاعات بسیار شخصی و محرمانهٔ بیماران همچون نتایج آزمایش اچ‌آی‌وی بیمار، سابقهٔ اختلال افسردگی عمده یا سقط جنین وی هستند. این خبر موجب اغتشاش مردمی شد اما مسئولان گوگل تاکنون در این مورد اظهارنظر نکرده‌اند، اما این رخداد، قانونی بودن خرید مالکیت این چنین شرکت‌هایی را به چالش کشید.
ابراز نگرانی وسیع مردمی موجب شد تا مدیرعامل کمیتهٔ اطلاعات بر لزوم رمزگذاری این داده‌ها تأکید کند.
در ماه مه سال ۲۰۱۶ مجلهٔ نیو ساینتیست متنی تکمیلی در این زمینه منتشر کرد و از رد صلاحیت امنیت این پروژه از جانب تیم مشاوران امنیتی آژانس تنظیم مقررات بهداشت و درمان خبر داد.